# Joseph Magnani
Joseph Magnani (* 15. Juli 1911 in LaSalle; † 30. November 1975 in Chicago) war ein US-amerikanischer Radsportler.
Joseph Magnani wuchs auf in Mount Clare als zweitältestes von acht Kindern einer italienischstämmigen Familie; der Vater war als Bergmann tätig. 1928, im Alter von 16 Jahren, wurde er gemeinsam mit einer Schwester zu Verwandten nach Cap-d’Ail in Südfrankreich geschickt, da die Familie in wirtschaftlichen Schwierigkeiten steckte. Dort schloss er sich einem lokalen Amateurteam an. Von 1935 bis 1948 fuhr er für verschiedene französische und italienische Radsportteams und war ausgewiesenermaßen der einzige US-Amerikaner, der Rennen fuhr gegen Fausto Coppi und Gino Bartali.
In den folgenden Jahren gewann Magnani mehrere Rennen in Frankreich, so 1935 Marseille–Nizza, bei dem zuvor Alfredo Binda gesiegt hatte, sowie 1938 Marseille–Toulon–Marseille. Auf der Radrennbahn von Nizza stellte er mit 42 Kilometern einen neuen Stundenrekord auf. 1939 startete er bei Paris–Nizza und belegte Rang neun in der Gesamtwertung.
1940 gewann Joseph Magnani eine Etappe des Grand Prix de la Côte d’Azur und posierte auf dem Siegerfoto gemeinsam mit seiner französischen Verlobten Mimi, die er schon in jungen Jahren als Nachbarskind seiner Verwandten in Cap-d’Ail kennengelernt hatte; das Paar heiratete Ende 1941. Während der deutschen Besetzung Frankreichs im Zweiten Weltkrieg wurde er im Februar 1942 verhaftet und in ein Lager im Norden Frankreichs deportiert. Nach der Landung der Alliierten im Juni 1944 kam er frei; zu diesem Zeitpunkt wog der 1,80 Meter große Mann noch 44 Kilogramm. Nach zweijähriger Gefangenschaft sah er seine Frau wieder, und 1945 wurde ein gemeinsamer Sohn geboren.
1946 wurde er von Giuseppe Olmo für dessen Team Olmo-Fulgor verpflichtet und nahm im gleichen Jahr zur Unterstützung des Kapitäns Fermo Camellini am Giro d’Italia  teil. Damit war er der erste US-Amerikaner, der bei einer Grand Tour startete. Er stürzte jedoch schwer und musste das Rennen aufgeben. Insgesamt sechs Mal startete er bei der Tour de Suisse, zuletzt im Jahr 1948. Bei den UCI-Straßen-Weltmeisterschaften 1947 in Reims belegte er mit rund zehn Minuten Rückstand auf den Sieger den siebten und letzten Platz im Straßenrennen: Wegen großer Hitze hatten 24 Fahrer von gestarteten 31, darunter bekannte Namen wie Fausto Coppi, das Rennen nicht beendet.
Im Jahr darauf kehrte Magnani in die USA zurück und startete für die Schwinn Bicycle Company bei einigen Sechstagerennen. Nach einem Sturz bei den Six-Days von Buffalo beendete er seine Radsportlaufbahn und nahm eine Tätigkeit bei Schwinn in Chicago auf; er sammelte Schwinn-Räder und war auch als Trainer tätig. Unter anderem trainierte er seinen Sohn Rudy.
1998 wurde Joseph Magnani in die United States Bicycling Hall of Fame aufgenommen.